# André Grein
André Grein (* 22. Januar 1973 in Krefeld) ist ein ehemaliger deutscher Eishockeyspieler. In der Deutschen Eishockey Liga spielte er für die Krefeld Pinguine und war anschließend für eine Vielzahl von Mannschaften in der 2. Eishockey-Bundesliga und Eishockey-Oberliga aktiv. Darüber hinaus absolvierte er sieben Länderspiele für die deutsche Juniorennationalmannschaft.

## Karriere
Grein begann seine Karriere im Nachwuchs des Krefelder EV, wo er zwischen 1989 und 1991 für die Juniorenmannschaft spielte. Während der Saison 1990/91 wurde er in das Profiteam einberufen, für das er zunächst 31 Spiele absolvierte und dabei einen Assist erzielte. 1993 wurde er zudem für die deutsche Juniorennationalmannschaft nominiert, mit der er im gleichen Jahr an der Weltmeisterschaft in Schweden teilnahm. Dort konnte er mit der deutschen Mannschaft den Klassenerhalt sichern. Grein kam in sieben Partien zum Einsatz und erzielte dabei fünf Scorerpunkte. In der Saison 1994/95 spielte der Linksschütze mit dem KEV in der damals neu gegründeten Deutschen Eishockey Liga. Am Ende der Spielzeit erreichte er mit seiner Mannschaft das Play-off-Halbfinale, wo man in einer Best-of-Five-Serie mit 2:3 Spielen gegen den EV Landshut unterlag. In vier DEL-Jahren kam er auf 170 Spiele und 42 Scorerpunkte.
Während der Saison 1997/98 verließ André Grein seinen Heimatverein und schloss sich dem Grefrather EC aus der 1. Liga Nord an. Dort beendete er die laufende Spielzeit und gehörte schließlich mit 36 Punkten in 37 Partien zu den Topscorern seines Teams. Das anschließende Spieljahr verbrachte er bei den Harzer Wölfen, ehe er sich im Sommer 1999 dem EV Duisburg, die damals in der Oberliga aktiv waren, anschloss. Beim EVD gehörte er zu den Leistungsträgern und war außerdem Topscorer seines Teams. In seinem ersten Jahr absolvierte er 57 Spiele, in denen er 81 Mal punktete. Es folgte eine erneute überzeugende Saison, bis ihn die Eisbären Regensburg aus der zweithöchsten deutschen Spielklasse, der 2. Bundesliga, verpflichteten. Der damals 28-jährige blieb allerdings nur eine Saison bei den Eisbären und kehrte zum EV Duisburg zurück, der mittlerweile der 2. Bundesliga angehörte.
In Duisburg konnte Grein nicht an seine guten Leistungen anknüpfen und wechselte während der Spielzeit 2003/04 erneut den Arbeitgeber. Diesmal konnten ihn die Verantwortlichen der Dresdner Eislöwen von einem Engagement in der Oberliga überzeugen. Dort absolvierte er lediglich 20 Ligaspiele und schloss sich zur Saison 2004/05 dem Ligarivalen Blue Lions Leipzig an, für die er ebenfalls nur eine Spielzeit auf dem Eis stand. In 36 Spielen konnte er für die Blue Lions 26 Scorerpunkte erzielen. Im Sommer 2005 wechselte er eine Liga tiefer, in die Regionalliga, zum Neusser EV. Beim NEV gehörte er zu den punktbesten Stürmern der Liga und empfahl sich somit für ein erneutes Engagement bei einem höherklassigen Verein. In den folgenden zwei Jahren stand André Grein bei vier verschiedenen Vereinen im Kader, darunter die Revierlöwen Oberhausen, die Ratinger Ice Aliens, die Moskitos Essen und der Rostocker EC.
Nachdem er seinen Vertrag in Rostock nicht verlängert hatte, kehrte er zum Neusser EV zurück, für den er bereits im Jahr 2005 gespielt hatte. Am 19. November 2008 trennte sich der mittlerweile 35-jährige aus persönlichen Gründen vom NEV und wechselte zum Ligakonkurrenten Moskitos Essen. Mit den Moskitos gewann er in der Saison 2009/10 die Regionalliga-Meisterschaft. Anschließend wechselte er für eine Saison zum Oberligisten Herner EV, ehe er im Sommer 2011 erneut bei den Moskitos Essen unterschrieb. 2012 wechselte Grein in die zweite Mannschaft der Krefelder Pinguine, bevor der damals 40-jährige in der Saison 2013/14 bei den Hammer Eisbären spielte. Anschließend beendete er seine Karriere.

## Karrierestatistik
(Legende zur Spielerstatistik: Sp oder GP = absolvierte Spiele; T oder G = erzielte Tore; V oder A = erzielte Assists; Pkt oder Pts = erzielte Scorerpunkte; SM oder PIM = erhaltene Strafminuten; +/− = Plus/Minus-Bilanz; PP = erzielte Überzahltore; SH = erzielte Unterzahltore; GW = erzielte Siegtore; 1 Play-downs/Relegation; Kursiv: Statistik nicht vollständig)

OL inklusive Vorgängerliga „2. Liga“ (1994–1999)

2BL inklusive Vorgängerligen „1. Liga“ (1994–1998) und „Bundesliga“ (1998–1999)

1BL inklusive Vorgängerliga „Bundesliga“ (1958–1994)

### International
Vertrat Deutschland bei:
- Junioren-Weltmeisterschaft 1993